# Adja-Ouèrè
Adja-Ouèrè es una comuna beninesa perteneciente al departamento de Plateau.
En 2013 tiene 116 282 habitantes, de los cuales 21 968 viven en el arrondissement de Adja-Ouèrè.
Se ubica en la periferia occidental de Pobè.

## Subdivisiones
Comprende los siguientes arrondissements:
- Adja-Ouèrè
- Ikpinlè
- Kpoulou
- Massè
- Oko-Akarè
- Totonnoukon